# Oswald Lehnich

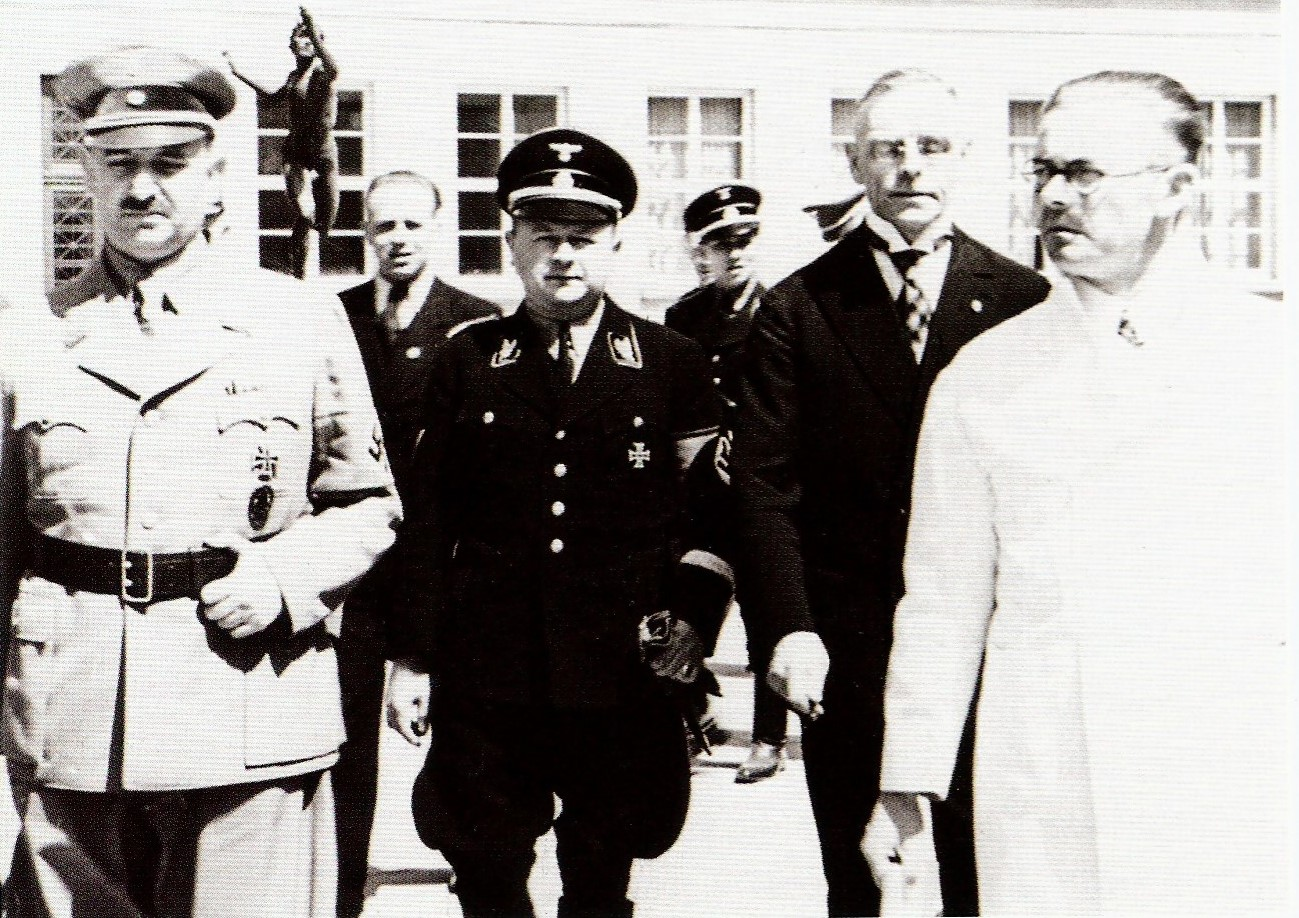
SS-Oberführer Lehnich (Bildmitte)

Oswald Lehnich (* 20. Juni 1895 in Rosenberg; † 23. Mai 1961 in Bad Ditzenbach) war ein deutscher Politiker, NSDAP-Gauwirtschaftsberater und Wirtschaftsminister von Württemberg.

## Leben
Lehnich stammte aus bildungsbürgerlichen Verhältnissen, studierte Jura und promovierte zum Dr. iur. Er arbeitete von 1921 bis 1927 unter verschiedenen Regierungen im Reichsministerium für Wirtschaft. Während seines Studiums wurde er Mitglied beim Verein Deutscher Studenten Berlin und beim Verein Deutscher Studenten Breslau. 1927 habilitierte er sich für Volkswirtschaft und Kartellrecht an der Universität Tübingen, wo er einen Lehrauftrag erhielt. 1932 wurde er zum ao. Professor ernannt.  Von 1933 bis 1936 gehörte er als württembergischer Wirtschaftsminister zum Kabinett Mergenthaler. Ebenfalls ab 1933 war er Gauwirtschaftsberater der NSDAP im Gau Württemberg-Hohenzollern. Von 1935 bis 1939 nahm er als Präsident der Reichsfilmkammer eine Schlüsselposition in der nationalsozialistischen Filmpolitik ein und war Herausgeber des 1937 bis 1939 erschienenen Jahrbuchs der Reichsfilmkammer. Von 1936 bis 1938 gehörte er der internationalen Jury der Biennale in Venedig an.
Lehnich trat zum 1. Januar 1932 der NSDAP bei (Mitgliedsnummer 855.209). Im März 1933 unterzeichnete er die Erklärung von 300 Hochschullehrern für Adolf Hitler. Er gehörte 1933 zu den Gründungsmitgliedern der nationalsozialistischen Akademie für Deutsches Recht Hans Franks. Ebenfalls war er Mitglied der SS (Mitgliedsnummer 265.884); am 20. April 1935 wurde er zum SS-Oberführer ernannt.
Nach einem Autounfall im August 1939 war er nicht mehr berufstätig; vorher hatte er noch die Deutsche Hohlglasgemeinschaft, einen neuartigen Wirtschaftslenkungsverband ins Leben gerufen.
Nach dem Zweiten Weltkrieg wurde Oswald Lehnich zunächst interniert und dann in der Entnazifizierung von der Spruchkammer als „Minderbelasteter“ eingestuft. Seinen Ruhestand verbrachte er in Tübingen, Stuttgart und Bad Ditzenbach.

## Schriften
- Kartelle und Staat unter Berücksichtigung der Gesetzgebung des In- und Auslandes. Reimar Hobbing, Berlin 1928.
- Das Problem der Marktregelung in der nationalsozialistischen Wirtschaft. Brönner, Frankfurt a. M., 1936.
- Zwei Jahre Internationale Filmkammer. In: Schweizer Film = Film Suisse: offizielles Organ der Schweiz, Bd. 3. 1937, S. 11–12. (Digitalisat)
- Die Wettbewerbsbeschränkung. Eine Grundlegung. Heymanns, Köln, Berlin, 1956.
- mit Wilhelm Friedrich Boyens: Die Geschichte der ländlichen Siedlung. Band 1. Das Erbe Max Serings. Landschriften-Verlag, Berlin 1959.